# مانوئل کوئزون
مانوئل کوئزون (انگلیسی: Manuel L. Quezon؛ ۱۹ اوت ۱۸۷۸ – ۱ اوت ۱۹۴۴) یک سیاست‌مدار اهل فیلیپین و از نوامبر ۱۹۳۵ تا اوت ۱۹۴۴ رئیس‌جمهور این کشور بود.